# Jynx Maze
Jynx Maze, pseudonimo di Victoria Elson (Long Beach, 6 ottobre 1990), è un'attrice pornografica statunitense.

## Biografia
Di origini peruviane, ha vissuto a Chico e lavorato come ballerina prima di iniziare la sua carriera nell'industria pornografica nel 2010 a 20 anni, girando per kink.com "Public Disgreace". 
Nel 2012 è stata nominata per cinque categorie di AVN Awards, tra cui "miglior nuova attrice".